# Шлакоцемент
Шлакоцемент (англ. slag cement; нім. Schlackezement m) – тампонажний цемент у чистому вигляді на основі металургійних шлаків або як додаток до тампонажного портландцементу для цементування бурових свердловин. 
Відомо такі шлакові цементи: 
- на основі лужного збудження – вапняно-шлаковий і шлакопортландцемент;
- на основі сульфатного збудження – безклінкерний шлаковий сульфатований цемент;
- швидкотвердний високоактивний ангідрито-глиноземистий цемент.